# Seznam babylonských králů
Seznam babylonských králů zahrnuje všechny vládce Babylónu, respektive Babylonie, od nejasných počátků říše až do jejího pádu v roce 539 př. n. l. Datování je uváděno podle tzv. střední chronologie.

## Legendární panovníci
- Kúš (vnuk Noema)
- Nimrod syn Kúše, legendární lovec a král, zakladatel Bábelu

## Starobabylonské období

### 1. dynastie (Amoritská) (1894–1595)
| Jméno        | Obrázek    | Období života | Období vlády | Poznámky |
| ------------ | ---------- | ------------- | ------------ | --- |
| Sumu-abum    |            |               | 1894–1881    | První historicky doložený král Babylónu.                                                                                           |
| Sumulael     |            |               | 1880–1845    | |
| Sabium       |            |               | 1844–1831    | |
| Apil-Sin     |            |               | 1831–1813    | |
| Sin-Muballit |            |               | 1813–1793    | |
| Chammurapi   | Chammurapi |               | 1793–1750    | Vydal tzv. Chammurapiho zákoník, který patří mezi nejstarší dochované zákoníky na světě a dlouhou dobu byl považován za nejstarší. |
| Samsu-Iluna  |            |               | 1750–1712    | |
| Abi-Ešu      |            |               | 1712–1684    | |
| Ammi-Ditana  |            |               | 1683–1647    | |
| Ammi-Saduka  |            |               | 1646–1626    | |
| Samsu-Ditana |            |               | 1625–1595    | Během jeho vlády říši napadli Chetité. Babylón poté obsadili Kassité a založili novou vládnoucí dynastii.                          |

## Středobabylonské období

### 2. dynastie (1. Přímořská)
Jako 2. babylonská dynastie je tradičně označována 1. přímořská dynastie, i když její členové neovládali samotný Babylón.
- Iluma-ilun
- Itti-ili-nibi
- Damik-ilišu
- Iškibali
- Šušu-ši
- Gulkišar
- Pešgal-daramaš
- Adara-kalamma
- Ekurduanna
- Melamkur-kurra
- Ea-gamil (Ejjagamalija) – poražen Ulam-Buriašem kolem r. 1460 př. n. l.

### 3. dynastie (Kassitská) (1570–1225–1186–1154)
| Jméno                 | Obrázek | Období života           | Období vlády              | Poznámky                                                                          |
| --------------------- | ------- | ----------------------- | ------------------------- | --------------------------------------------------------------------------------- |
| Agum II.              |         | 17.–16. stol. př. n. l. | okolo 1590–1570 př. n. l. | První nám známý kassitský král Babylonie.                                         |
| Burna-Buriaš I.       |         | 16.–15. stol. př. n. l. | okolo 1540 př. n. l.      |                                                                                   |
| Kaštiliaš III.        |         | 16.–15. stol. př. n. l. | asi 1500–1470 př. n. l.   | Rozšiřoval území své říše.                                                        |
| Ulam-Buriaš           |         | 15. stol. př. n. l.     | kolem 1470                | Dobyl tzv. Přímořskou říši.                                                       |
| Agum III.             |         |                         | 1470–1450                 |                                                                                   |
| Karaindaš I.          |         |                         | okolo 1415                |                                                                                   |
| Kadašman-Charbe I.    |         |                         | okolo 1400                |                                                                                   |
| Kurigalzu I.          |         |                         | okolo 1390                |                                                                                   |
| Kadašman-Enlil I.     |         |                         | 1374–1360                 |                                                                                   |
| Burna-Buriaš II.      |         |                         | 1360–1333                 |                                                                                   |
| Karachardaš           |         |                         | 1333                      |                                                                                   |
| Nazibugaš             |         |                         | 1333                      |                                                                                   |
| Kurigalzu II.         |         |                         | 1332–1308                 |                                                                                   |
| Nazimaruttaš          |         |                         | 1308–1282                 |                                                                                   |
| Kadašman-Turgu        |         |                         | 1282–1264                 |                                                                                   |
| Kadašman-Enlil II.    |         |                         | 1264–1255                 |                                                                                   |
| Kudur-Enlil I.        |         |                         | 1255–1246                 |                                                                                   |
| Šagarakti-Šuriaš      |         |                         | 1246–1233                 |                                                                                   |
| Kaštiliaš IV.         |         |                         | 1233–1225                 |                                                                                   |
| Enlil-Nádin-Šumi      |         |                         | 1224                      | Místokrálové dosazení asyrským králem Tukulti-Ninurtou I.                         |
| Kadašman-Charbe II.   |         |                         | 1223                      | Místokrálové dosazení asyrským králem Tukulti-Ninurtou I.                         |
| Adad-Šuma-Iddina      |         |                         | 1222–1217                 | Místokrálové dosazení asyrským králem Tukulti-Ninurtou I.                         |
| Adad-Šuma-Ušur        |         |                         | 1216–1187                 | Tukulti-Ninurta I. byl zabit při povstání svých synů asi v roce 1207.             |
| Melišipak II.         |         |                         | 1186–1171                 |                                                                                   |
| Marduk-apla-iddina I. |         |                         | 1171–1158                 |                                                                                   |
| Zababa-šuma-iddina    |         |                         | 1157                      | Následovala elamská nadvláda (1157–1156).                                         |
| Enlil-nádín-achché    |         |                         | 1157–1154                 | Odstaven elamským králem Šutruk-Nachchuntem I. a jeho synem Kutir-Nachchuntem II. |

### 4. dynastie (2. Isinská) (1160–1029)
| Jméno                 | Obrázek           | Období života | Období vlády | Poznámky |
| --------------------- | ----------------- | ------------- | ------------ | --- |
| Marduk-Kabít-Achchéšu |                   |               | 1160–1142    | Velitel vzbouřenců proti elamské nadvládě. Po vítězství povstání se prohlásil králem Isinu, později Babylónu. |
| Itti-Marduk-Balátu    |                   |               | 1142–1134    | |
| Ninurta-Nádin-Šumi    |                   |               | 1134–1128    | |
| Nebukadnesar I.       | Nabu-Kudurri-Usur |               | 1128–1106    | Vytlačení elamských nájezdníků a další rozšiřování území.                                                     |
| Enlil-Nádin-Apli      |                   |               | 1106–1102    | Zabit během vzpory jeho strýce Marduk-Nádin-Achchého.                                                         |
| Marduk-Nádin-Achché   |                   |               | 1102–1084    | Bratr Nebukadnesara I.                                                                                        |
| Marduk-Šapik-Zerimati |                   |               | 1084–1071    | |
| Adad-Apla-Iddina      |                   |               | 1071–1049    | |
| Marduk-Achché-Eríba   |                   |               | 1049–1048    | |
| Marduk-Zer-?          |                   |               | 1048–1036    | |
| Nabú-Šum-Libur        |                   |               | 1036–1029    | |

### 5. dynastie (2. Přímořská) (1029–1006)
- Simmaš-Šichu (1029–1010)
- Ea-Mukin-Šumi (1010–1008)
- Kassu-Nádin-Achché (1008–1006)

### 6. dynastie (Bazi) (1005–984)
- E-Ulmaš-Šakin-Šumi (1005–987)
- Ninurta-Kudurri-Ušur I. (987–984)
- Širikti-Šukamunu (984)

### 7. dynastie (Elamská) (984–977)
- Mar-Bíti-Apla-Ušur (984–977)

### 8. dynastie (977–942)
- Nabú-Mukin-Apli (977–942)

### 9. dynastie (942–729)
| Jméno                    | Obrázek | Období života | Období vlády  | Poznámky                                                                                                  |
| ------------------------ | ------- | ------------- | ------------- | --- |
| Ninurta-Kudurri-Ušur II. |         |               | 942–941       | |
| Mar Biti Ahhe Iddina     |         |               | 941           | |
| Šamaš-Mudammiq           |         |               | 941–899       | |
| Nabu-Šumi-Iškun          |         |               | 899–888       | |
| Nabu-Šumi-Ukín I.        |         |               | 888–882       | |
| Nabu-Apal-Iddin          |         |               | 882–852       | |
| Marduk-Zakir-Šumi I.     |         |               | 852–826       | |
| Marduk-Balassu-Iqbi      |         |               | 826–813       | Zajat a poražen asyrským králem Šamší-Adadem V.                                                           |
| Baba-Achché-Iddina       |         |               | 813–810       | Rovněž zajat a poražen asyrským králem Šamší-Adadem V.                                                    |
| 4 králové                |         |               | 810–okolo 800 | |
| Adad-Šum-Ibai            |         |               | okolo 800     | |
| Marduk-Bel-Zeri          |         |               | okolo 800     | |
| Marduk-Apal-Ušur         |         |               | okolo 800–795 | |
| Eriba-Marduk             |         |               | 795–764       | Postavil se pronikání Aramejců.                                                                           |
| bezvládí                 |         |               | 764–762       | |
| Nabu-Šuma-Iškun          |         |               | 762–748       | Příslušník kmene Bít-Dakkúri, za jeho vlády docházelo ke vzpourám v Babylónu, Borsippě a dalších městech. |
| Nabu-Nasir               |         |               | 748–734       | |
| Nabu-Nadin-Zeri          |         |               | 734–732       | Syn předchozího krále, zavražděn během povstání Nabu-Šumi-Ukína II.                                       |
| Nabu-Šumi-Ukín II.       |         |               | 732           | |
| Nabu-Mukin-Zeri          |         |               | 732–729       | |

### 10. dynastie (Asyrská) (729–626)
- Tiglatpilesar III. (744–727)
- Salmanassar V. (726–722)
- Marduk-apla-iddina II. (722 – 710)
- Sargon II. (710–705)
- Sinacherib (705–703)
- Marduk-zakir-šumi II. (703)
- Marduk-apla-iddina II. (703) – opětovně
- Bel-ibni (703–700)
- Aššur-nadin-šumi (700–694) – syn Sinacheriba
- Nergal-ušezib (Šuzub) (694–693)
- Mušezib-Marduk (693–689)

Babylon je dobyt Asyřany r. 689 př. n. l. a opraven kolem r. 670 př. n. l. Asarhaddonem
- Sinacherib (689–681)
- Asarhaddon (681–669)
- Šamaš-šum-ukín (669–648) – syn Asarhaddona
- Kandalanu (648–627)
- Sín-šumu-lišir (626) – ovládá pouze Babylon a okolí
- Sínšariškun (626–620)

## Novobabylonské období

### 11. dynastie (Chaldejská) (625–539)
| Jméno            | Obrázek          | Období života                | Období vlády | Poznámky |
| ---------------- | ---------------- | ---------------------------- | ------------ | --- |
| Nabopolassar     |                  | 658–605                      | 625–605      | Dostal se k moci v průběhu povstání proti novoasyrské nadvládě roku 626 př. n. l. Vytvořil spojenectví s Médskou říší a společně dobyli asyrské hlavní město Ninive roku 612 př. n. l. a později i další území Asýrie, která nakonec zanikla.                                                                                             |
| Nebukadnesar II. | Nebukadnesar II. | 630 – 7. října 562 př. n. l. | 605–562      | Nejvýznamnější z novobabylonských králů. Pokračoval ve výbojích. Je také známý jako postava z Bible a židovských dějin, která nechala zbořit jeruzalémský Šalomounův chrám a deportovat Židy do babylonského zajetí. |
| Amél-Marduk      |                  |                              | 562–560      | |
| Neriglissar      |                  |                              | 560–556      | |
| Lábaši-Marduk    |                  |                              | 556          | |
| Nabonid          | Nabonid          |                              | 556–539      | Nepocházel z královského rodu. Po určitou dobu jej v hlavním městě zastupoval jeho syn Belšazar, který byl čtvrtého roku vlády svého otce zapojován do výkonu vladařských povinností. Nespokojenost obyvatelstva způsobila, že dne 29. října 539 př. n. l. mohla perská vojska bez boje obsadit Babylón. Nabonidův další osud je nejasný. |